# Maunder (cráter marciano)
Maunder es un antiguo cráter de perfil erosionado, perteneciente al cuadrángulo Noachis de Marte. Localizado en las coordenadas 50° Sur y 358,5° Oeste, tiene un diámetro de 107.5 km. Debe su nombre al astrónomo británico Edward W.Maunder (1851-1928).

## Cauces en el cráter Maunder
Los "gullies" son pequeñas redes de estrechos cauces incisos (asociados a zonas en pendiente y al arrastre y a la formación de depósitos de sedimentos), característicos del planeta Marte. Normalmente presentan forma de "reloj de arena", con una cabecera ramificada que se concentra en un corto cauce principal, para volver a abrirse en cuanto la pendiente del terreno se reduce. Se han barajado diversas teorías para darles una explicación (inicialmente ligadas a ciclos de helada y deshielo del agua), pero la hipótesis más plausible es la que los liga al movimiento de sedimentos en polvo ligados a ciclos de solidificación y vaporización del hielo seco producido por la congelación del dióxido de carbono. Estos fenómenos han sido observados prolongadamente en varios lugares, como el cráter Gasa.
| [[File:Wikimaunder.jpg\|1200px\|alt={{{Alt\|Cráter Maunder, fotografía de la cámara CTX a bordo del Mars Reconnaissance Orbiter (con indicación de las zonas de dunas y cauces)]] File:Wikimaunder.jpgCráter Maunder, fotografía de la cámara CTX a bordo del Mars Reconnaissance Orbiter (con indicación de las zonas de dunas y cauces) |

## Dunas
Las dunas de arena, denominadas barjanes, son un fenómeno relativamente habitual en Marte, donde abundan tanto el viento como la arena. De color oscuro por los materiales basálticos dominantes en Marte, constituyen una interesante muestra de la actividad geológica, cuyo comportamiento es directamente observable y medible.